# Luka Špik
Luka Špik (Kranj, Yugoslavia, 9 de febrero de 1979) es un deportista esloveno que compitió en remo.
Participó en cinco Juegos Olímpicos de Verano, entre los años 1996 y 2012, obteniendo en total tres medallas, oro en Sídney 2000, plata en Atenas 2004 y bronce en Londres 2012, en la prueba de doble scull.
Ganó cinco medallas en el Campeonato Mundial de Remo entre los años 1999 y 2007.

## Palmarés internacional
| Juegos Olímpicos   | Juegos Olímpicos        | Juegos Olímpicos  | Juegos Olímpicos |
| Año                | Lugar                   | Medalla           | Prueba           |
| ------------------ | ----------------------- | ----------------- | ---------------- |
| 2000               | Sídney (Australia)      | Medalla de oro    | Doble scull      |
| 2004               | Atenas (Grecia)         | Medalla de plata  | Doble scull      |
| 2012               | Londres (Reino Unido)   | Medalla de bronce | Doble scull      |
| Campeonato Mundial |                         |                   |                  |
| Año                | Lugar                   | Medalla           | Prueba           |
| 1999               | St. Catharines (Canadá) | Medalla de oro    | Doble scull      |
| 2005               | Kaizu (Japón)           | Medalla de oro    | Doble scull      |
| 2005               | Kaizu (Japón)           | Medalla de plata  | Cuatro scull     |
| 2006               | Eton (Reino Unido)      | Medalla de plata  | Doble scull      |
| 2007               | Múnich (Alemania)       | Medalla de oro    | Doble scull      |